# خوان نيلسون
خوان نيلسون (بالإسبانية: Juan Nelson)‏ هو لاعب البولو أرجنتيني، ولد في 26 مايو 1891 في بوينس آيرس في الأرجنتين، وتوفي بنفس المكان في 7 أغسطس 1985.

## وصلات خارجية
- خوان نيلسون على موقع أوليمبيديا (الإنجليزية)